# 仓海学校
仓海学校，位于中国广东省梅州市蕉岭县东部，为蕉岭县的一个县级文物保护单位，类型为古建筑，公布时间为1985年。
仓海学校的历史年代为1939年。